# Lorraine Toussaint
Lorraine Toussaint (Trinidad, 4 aprile 1960) è un'attrice trinidadiana naturalizzata statunitense.
Divenuta un volto popolare in numerose serie televisive, ottiene successo recitando nel film, candidato agli Oscar, Selma, e nella serie Orange Is the New Black, grazie a cui viene riconosciuta con un Critics' Choice Awards e uno Screen Actors Guild Award.
Nel corso della sua carriera ha recitato in Crossing Jordan, Law & Order, Ugly Betty, Friday Night Lights, Forever, Rosewood e Into the Badlands. Ha recitato inoltre nei film The Glorias, Il solista e Middle of Nowhere, ottenendo una nomina agli Independent Spirit Awards.

## Biografia
Nata a Trinidad, nell'allora Federazione delle Indie Occidentali (Trinidad e Tobago ottennero l'indipendenza nel 1962), si trasferì con la famiglia negli Stati Uniti d'America quando aveva dieci anni, nel distretto di Brooklyn a New York.
Nel 1978 si diploma alla High School of Performing Arts di Manhattan, entrando pochi mesi dopo nell'università delle belle arti Juilliard School, incontrando Megan Gallagher, Penny Johnson Jerald e Jack Kenny. Laureatasi, intraprende la carriera come attrice in diverse rappresentazioni shakespeariane.

## Carriera

### Anni '90:Law & OrdereAny Day Now
Toussaint ha iniziato la sua carriera in teatro prima di partecipare a film come Breaking In (1989), Hudson Hawk (1991), e Pensieri pericolosi (1995). Nel corso degli anni '90 prosegue la carriera prendendo parte a numerose serie televisive tra cui Indagini pericolose (1992), Sui gradini di Harlem (1993), Amazing Grace (1995), e Leaving L.A. (1997).
Dal 1990 e 1994 ottenne plauso della critica apparendo nel ruolo ricorrente di avvocato difensore Shambala Green nella serie drammatica Law & Order della NBC, e nel ruolo di Rene Jackson nell'acclamata serie televisiva Any Day Now, andata in onda dal 1998 al 2002, performance che fa ottenere all'attrice cinque nomine ai NAACP Image Award come miglior attrice in una serie drammatica.

### 2000-2013: Serie televisive eMiddle of Nowhere

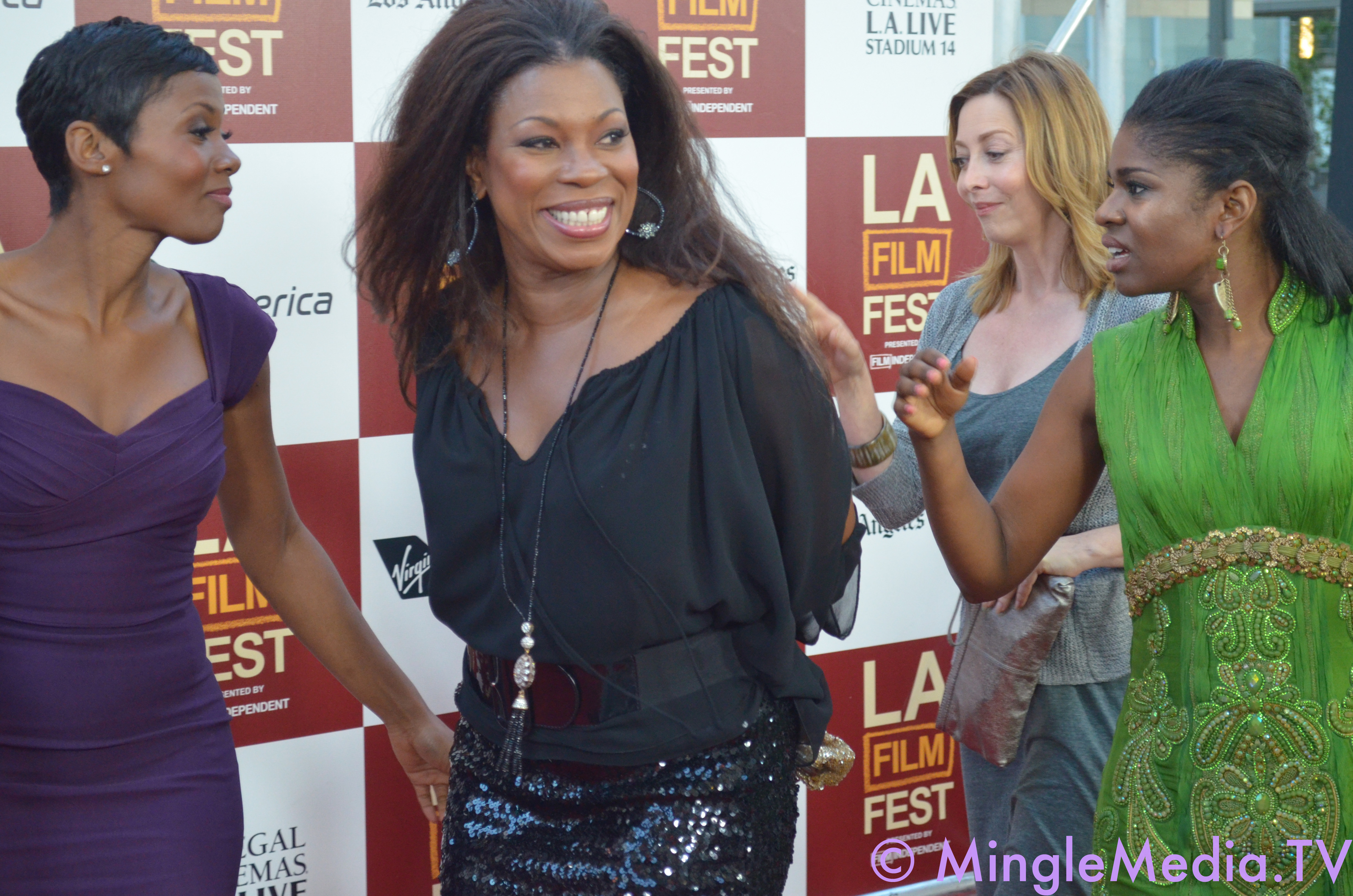
Lorraine Toussaint, in primo piano, con Sharon Lawrence e Emayatzy Corinealdi alla presentazione di Middle of Nowhere.

Agli inizi degli anni 2000 Toussaint è apparsa come membro regolare del cast di alcune serie televisive, tra cui Crossing Jordan (2002-03), Codice Matrix (2003-2004), The Closer (2005) e CSI - Scena del crimine (2006-2007). Nel 2007 entra a far parte della serie televisiva Ugly Betty e nella serie drammatica della TNT Saving Grace (2007- 2010). Dopo alcune apparizioni in E.R. - Medici in prima linea e Numb3rs, entra a far parte del cast di Friday Night Lights (2009-2011), e recita nel film Il solista diretto da Joe Wright.
Nel 2012 è presente recitando in singole puntate delle serie NCIS - Unità anticrimine, Grey's Anatomy, Drop Dead Diva, Scandal e divenendo membro del cast della soap opera Febbre d'amore, recitando al fianco di Jeanne Cooper. Recita inoltre nel film Middle of Nowhere al fianco fi David Oyelowo e Sharon Lawrence, ottenendo una nomina come miglior attrice non protagonista agli Independent Spirit Awards e Black Reel Awards. Successivamente entra a far parte del cast della serie televisiva The Fosters.

### 2014-2017: Il successo conSelmaeOrange Is the New Black
Nel 2014 Toussaint ottiene il plauso della critica prendendo parte al film nominato agli Oscar e Golden Globe, Selma - La strada per la libertà, recitando al fianco di Oprah Winfrey, Stephan James, David Oyelowo, Tessa Thompson e Tom Wilkinson. Grazie alla performance ottiene un Black Reel Awards e una nomina ai Critics' Choice Awards assieme al cast del film. Nello stesso anno entra a far parte del cast della serie Netflix Orange Is the New Black, ruolo che le vale il Critics' Choice Awards come miglior attrice in una serie drammatica e uno Screen Actors Guild Award assieme al cast.
Tra il 2014 e il 2015 recita nella serie Forever, assieme a Ioan Gruffudd e Alana de la Garza. Nel 2015 Toussaint è stata co-protagonista del film commedia Xmas, diretto e scritto da Jonathan Levine, ed è co-protagonista di Runaway Island e Sballati per le feste. Più tardi nello stesso anno, Toussaint si è unita al cast del comedy-drama Rosewood della Fox. Nel 2016 recita in Sophie and the Rising Sun, sotto la regia di Maggie Greenwald.

### 2018-presente: Il ritorno in televisione e nuovi progetti cinematografici
Nel 2018 viene scelta come membro del cast della terza stagione di Into the Badlands, e intraprende la carriera come doppiatrice nel cartone premiato agli Emmy Awards, She-Ra e le principesse guerriere. L'anno seguente entra a far parte del cast di The Village, serie televisiva in cui recita al fianco di Moran Atias, Michaela McManus e Frankie Faison. In seguito ha recitato nel film di supereroi Fast Color al fianco di Gugu Mbatha-Raw e ha interpretato il ruolo di Louise nel film horror Scary Stories to Tell in the Dark prodotto da Guillermo del Toro.
Nel 2020 ha interpretato la sostenitrice dei diritti civili e attivista Florynce Kennedy nel film biograficoThe Glorias diretto da Julie Taymor, e Idris Elbanel film dramamtico Concrete Cowboy. Nel 2021, Toussaint ha ottenuto il ruolo di Viola "Aunt Vi" Lascombe nel reboot della CBS per The Equalizer con Queen Latifah.

## Filantropia
Toussaint è una sostenitrice del movimento Black Lives Matter, partecipando attivamente alla propaganda dei diritti umani, recriminando ogni forma di razzismo, soprattutto per ciò che concerne la comunità afroamericana negli Stati Uniti.

## Vita privata
Toussaint è sposata con Michael Tomlinson, con cui ha una figlia di nome Samara.

## Filmografia

### Cinema
- Ladro e gentiluomo (Breaking In), regia di Bill Forsyth (1989)
- Hudson Hawk - Il mago del furto (Hudson Hawk), regia di Michael Lehmann (1991)
- Nome in codice: Nina (Point of No Return), regia di John Badham (1993)
- La notte della verità (Mother's Boys), regia di Yves Simoneau
- Bleeding Hearts, regia di Gregory Hines (1994)
- Pensieri pericolosi (Dangerous Minds), regia di John N. Smith (1995)
- Psalms from the Underground, cortometraggio (1996)
- The Spittin' Image, cortometraggio (1997)
- Black Dog, regia di Kevin Hooks (1998)
- Jaded, regia di Caryn Krooth (1998)
- The Sky Is Falling, regia di Florrie Laurence, (2000)
- Con gli occhi rivolti al cielo, regia di Darnell Martin (2005)
- The Gold Lunch, cortometraggio (2008)
- Il solista (The Soloist), regia di Joe Wright (2009)
- Middle of Nowhere, regia di Ava DuVernay (2012)
- Selma - La strada per la libertà (Selma), regia di Ava DuVernay (2014)
- Chiedimi tutto (Ask Me Anything), regia di Allison Burnett (2014)
- Sballati per le feste (The Night Before), regia di Jonathan Levine (2015)
- Runaway Island, regia di Naomi Holloway (2015)
- Sophie and the Rising Sun, regia di Maggie Greenwald (2016)
- Fast Color, regia di Julia Hart (2018)
- Scary Stories to Tell in the Dark, regia di André Øvredal (2019)
- The Glorias, regia di Julie Taymor (2020)
- Concrete Cowboy, regia di Ricky Staub (2020)

### Televisione
- Law & Order - I due volti della giustizia (Law & Order) – serie TV, 7 episodi (1990-2003)
- Bodies of Evidence – serie TV (1992)
- Sui gradini di Harlem (Where I Live) – serie TV, 21 episodi (1993)
- Amazing Grace – serie TV, 5 episodi (1995)
- Dark Skies - Oscure presenze – serie TV, episodio 1x09 (1996)
- Leaving L.A. – serie TV, 6 episodi (1997)
- Da un giorno all'altro (Any Day Now) – serie TV, 88 episodi (1998-2002)
- Crossing Jordan – serie TV, 12 episodi (2002-2003)
- Codice Matrix – serie TV, 5 episodi (2003-2004)
- The Closer – serie TV, 2 episodi (2005)
- CSI - Scena del crimine (CSI: Crime Scene Investigation) – serie TV, 3 episodi (2006-2007)
- Ugly Betty – serie TV, 6 episodi (2007)
- Saving Grace – serie TV, 44 episodi (2007-2010)
- E.R. - Medici in prima linea (ER) – serie TV, episodio 12x14 (2008)
- Friday Night Lights – serie TV, 6 episodi (2009-2011)
- The Glades – serie TV, episodio 1x03 (2010)
- NCIS - Unità anticrimine (NCIS) – serie TV, episodio 8x15 (2011)
- Grey's Anatomy – serie TV, episodio 8x20 (2012)
- Drop Dead Diva – serie TV, episodio 4x08 (2012)
- Scandal – serie TV, episodio 2x02 (2012)
- Febbre d'amore (The Young and the Restless) – soap opera, 11 puntate (2012-2014)
- Body of Proof – serie TV, 4 episodi (2013)
- The Fosters – serie TV, 9 episodi (2013-2017)
- Orange Is the New Black – serie TV, 12 episodi (2014)
- Forever – serie TV, 21 episodi (2014-2015)
- Xsmas – film TV, regia di Jonathan Levine (2015)
- Rosewood – serie TV, 44 episodi (2015-2017)
- Into the Badlands – serie TV, 16 episodi (2018)
- The Village – serie TV, 10 episodi (2019)
- The Equalizer – serie TV, 74 episodi (2021-2025)
- Your Honor – serie TV, episodi 1x03-1x07-1x08 (2020-2021)
- Sorelle sbagliate (The Better Sister), regia di Craig Gillespie – miniserie TV (2025)

### Doppiatrice
- She-Ra e le principesse guerriere (She-Ra and the Princesses of Power) – serie animata, 26 episodi (2018-2020)

## Riconoscimenti
- Black Reel Awards
  - 2013 – Candidatura alla miglior attrice non protagonista per Middle of Nowhere[15]
  - 2013 - Candidatura al miglior cast in un film per Middle of Nowhere[15]
  - 2015 - Miglior cast in un film per Selma - La strada per la libertà[38]
- Critics' Choice Awards
  - 2015 – Candidatura all miglior cast per Selma – La strada per la libertà[20]
- Critics' Choice Television Awards
  - 2015 – Miglior attrice non protagonista in una serie commedia per Orange Is the New Black
- Independent Spirit Awards
  - 2013 – Candidatura alla miglior attrice non protagonista per Middle of Nowhere[14]
- NAACP Image Award
  - 1999 – Candidatura alla miglior attrice in una serie drammatica per Any Day Now[39]
  - 2000 – Candidatura alla miglior attrice in una serie drammatica per Any Day Now[40]
  - 2001 – Candidatura alla miglior attrice in una serie drammatica per Any Day Now[41]
  - 2002 – Candidatura alla miglior attrice in una serie drammatica per Any Day Now[42]
  - 2003 – Candidatura alla miglior attrice in una serie drammatica per Any Day Now[43]
  - 2015 – Candidatura alla miglior attrice non protagonista in una serie commedia per Orange Is the New Black[44]
- Screen Actors Guild Award
  - 2015 – Miglior performance di un cast in una serie commeida per Orange Is the New Black[24]

## Doppiatrici italiane
Nelle versioni in italiano delle opere in cui ha recitato, Lorraine Toussaint è stata doppiata da:
- Antonella Giannini in Ladro e gentiluomo, Il solista, Saving Grace, Orange Is the New Black, Selma - La strada per la libertà, Rosewood, Fast Color, Scary Stories to Tell in the Dark, Sorelle sbagliate
- Antonella Alessandro in Ugly Betty, Body of Proof, Grace and Frankie
- Valeria Perilli in Sui gradini di Harlem, NCIS - Unità anticrimine
- Anna Rita Pasanisi in Crossing Jordan, Law & Order - I due volti della giustizia (2ª voce)
- Barbara Castracane in Forever, Chicago PD
- Barbara Doniselli in Hudson Hawk, il mago del furto
- Claudia Balboni in Law & Order - I due volti della giustizia (1ª voce)
- Veronica Pivetti in Lettere per la libertà
- Sonia Scotti in Into the Badlands
- Tiziana Avarista in Nome in codice: Nina
- Vanna Busoni in Pensieri pericolosi
- Rita Savagnone in Dark Skies - Oscure presenze
- Chiara Salerno in Black Dog
- Stefania Giacarelli in Da un giorno all'altro
- Patrizia Salmoiraghi in Codice Matrix
- Laura Boccanera in Con gli occhi rivolti al cielo
- Alessandra Cassioli in The Closer
- Ida Sansone in The Glades
- Paola Giannetti in Friday Night Lights
- Stefania Romagnoli in Drop Dead Diva
- Cristina Giolitti in Scandal
- Anna Cugini in Your Honor
- Aurora Cancian The Equalizer

Da doppiatrice è sostituita da:
- Laura Romano in She-Ra e le principesse guerriere